# Caçasubmarins

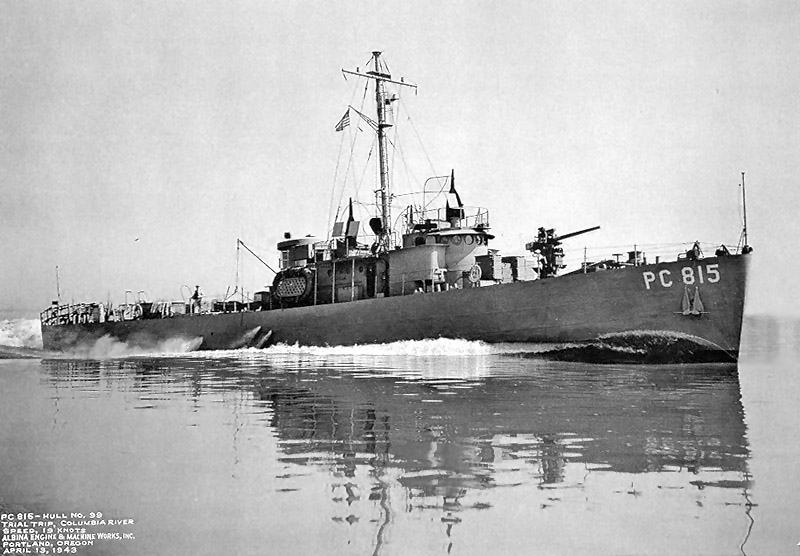
USS PC-815.

El caçasubmarins és un vaixell petit i ràpid especialment dissenyat per a la guerra antisubmarina. Encara que es van desenvolupar algunes altres embarcacions amb un disseny similar en altres països, generalment el terme s'identifica amb els construïts per l'Armada dels Estats Units i utilitzats majorment durant la Segona Guerra Mundial. La seva arma principal són les càrregues de profunditat. Estan artillados a més amb metralladores i canons antiaeris.
Els cazasubmarinos dels Estats Units van ser dissenyats específicament per destruir submarins alemanys durant la Primera Guerra Mundial, i japonesos i alemanys durant la Segona Guerra Mundial. El primer model d'aquest tipus va ser utilitzat en la Primera guerra mundial sota la designació SC (Sub Chaser).
Durant la Segona Guerra Mundial, els caçasubmarins, ara sota la designació PC (Patrol Coastal), van ser utilitzats principalment pel Servei de Guàrdia de Costa dels Estats Units d'Amèrica per destruir els submarins alemanys i japonesos que s'apropaven a les costes del país, buscant torpedear als bucs mercants que es dirigien al capdavant de guerra. A la fi de la guerra havien enfonsat al voltant de 67 submarins. En el front de l'Oceà Pacífic van ser usats en els desembarcaments amfibis, com a naus correu i naus escortes.

## Després de la Segona Guerra Mundial
Gairebé la majoria d'aquests vaixells van ser donats de baixa al final de la Segona Guerra Mundial i han estat reemplaçats per corbetes, fragates i destructors. Alguns pocs estan encara en servei en les armades de països en desenvolupament, però han estat reemplaçats per llanxes ràpides d'atac, torpediners i vaixells llançamíssils.